# Томас Меннерс-Саттон, 1й барон Меннерс

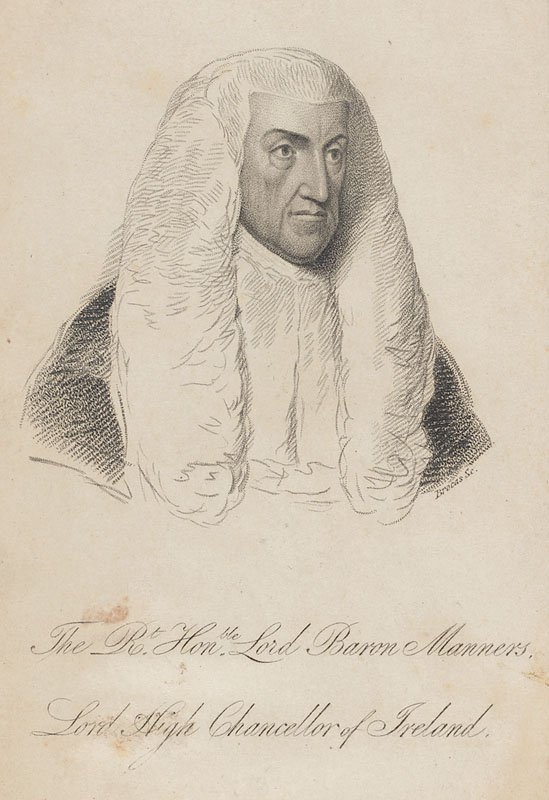
Томас Меннерс-Саттон (1756 – 1842) – І барон Меннерс.

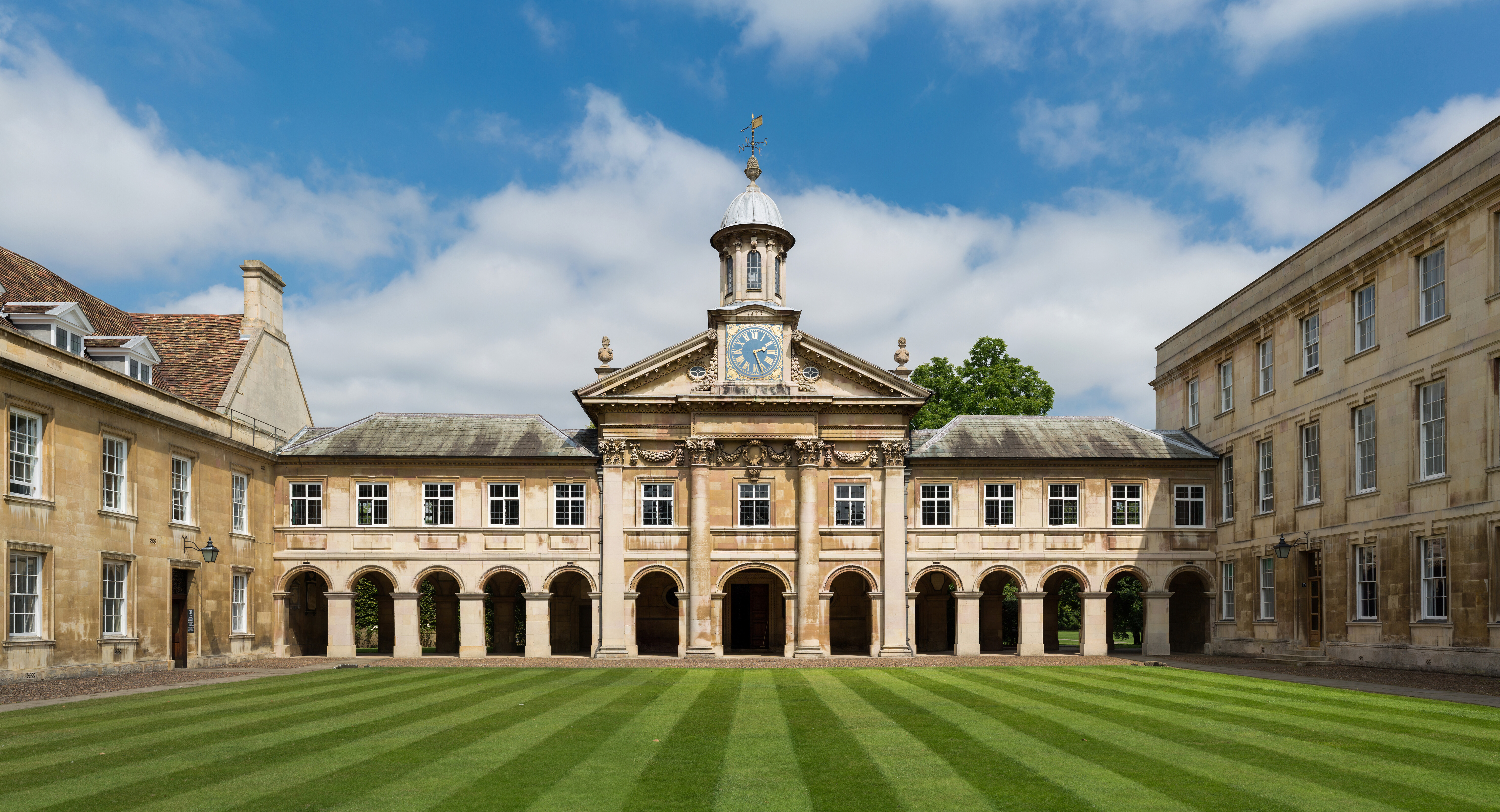
Еммануел-коледж, Кембрідж.

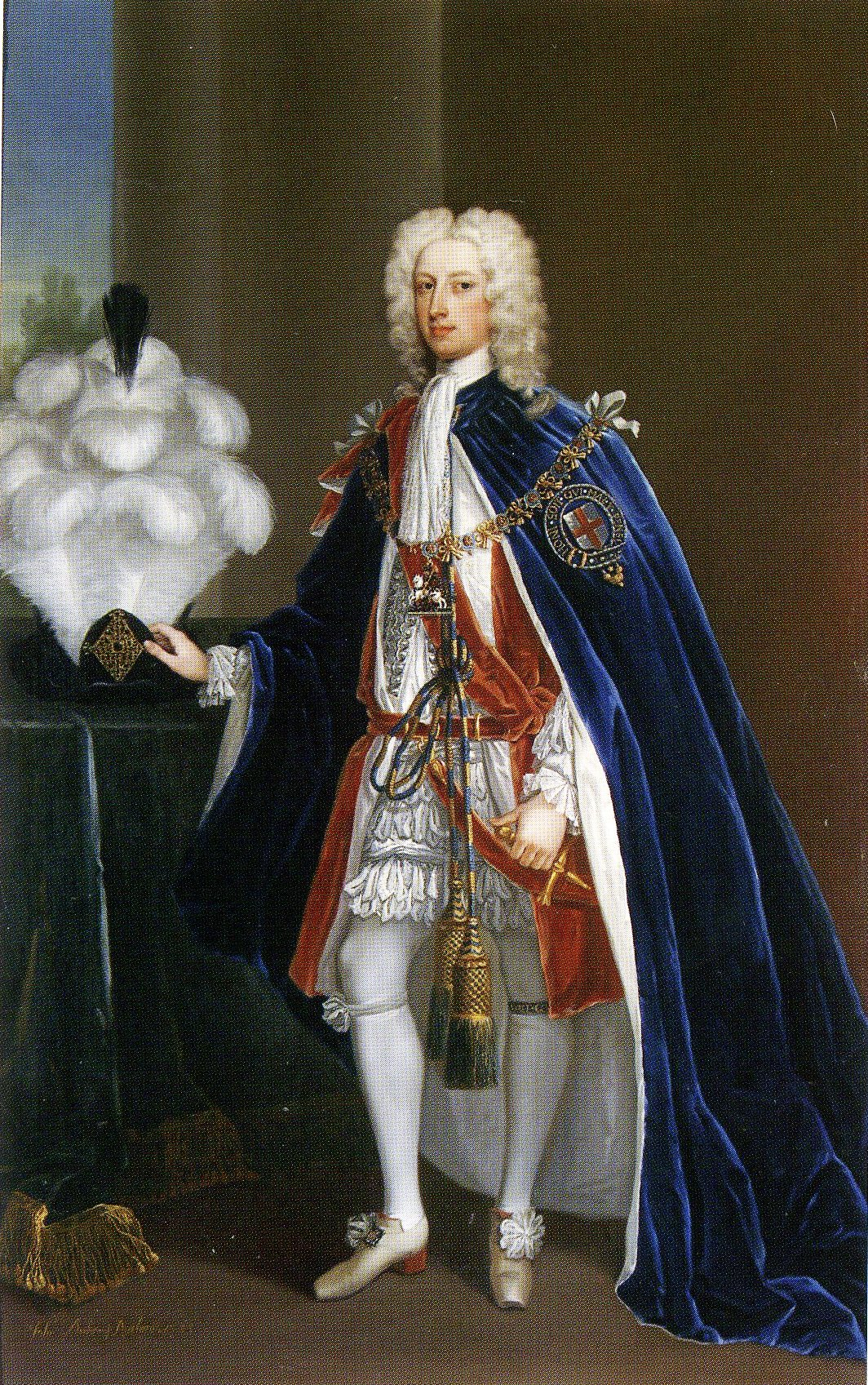
Джон Меннерс (1696 – 1779) – І герцог Ратленд.

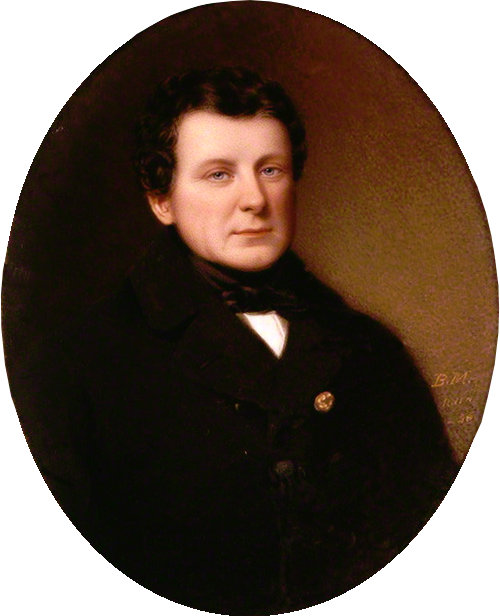
Деніел О’Коннелл (1775 – 1847).

Томас Меннерс-Саттон (24 лютого 1756 — 31 травня 1842) — І барон Меннерс, відомий британський та ірландський юрист і політик, депутат парламенту Об’єднаного Королівства Великобританії та Ірландії, обіймав посаду лорд-канцлера Ірландії з 1807 по 1827 рік.

## Життєпис

### Походження
Томас Меннерс-Саттон був шостим сином лорда Джорджа Меннерса-Саттона (третій син Джона Меннерса, ІІІ герцога Ратленд) та його дружини Діани Чаплін, дочки Томаса Чапліна. Старший брат Томаса – преподобний Чарльз Меннерс-Саттон, був архієпископом Кентерберійським з 1805 по 1828 рік і батьком Чарльза Меннерса-Саттона, І віконта Кентерберійського, спікера Палати громад парламенту Об’єднаного Королівства Великобританії та Ірландії з 1817 по 1834 рік. Його батько взяв собі додаткове прізвище Саттон успадкувавши маєтки свого діда по материнській лінії Роберта Саттона, ІІ барона Лексінтон.

### Освіта
Томас Меннерс-Саттон здобув освіту в школі Чартерхаус і коледжі Еммануеля в Кембриджі (закінчив навчання в 1773 році, отримав наукову ступінь бакалавра у 1777 році, отримав наукову магістра в 1780 році), був прийнятий до юридичної школи і спілки «Лінкольнс Інн» у 1775 році та почав працювати адвокатом у 1780 році.

### Кар’єра
Томас Меннерс-Саттон був обраний депутатом Палати громад парламенту Об’єднаного Королівства Великобританії від Ньюарка в 1796 році, і займав це місце до 1805 року, і служив під керівництвом Генрі Аддінгтона генеральним соліситором з 1802 по 1805 рік. З 1800 по 1802 рік він був генеральним соліситором принца Уельського (пізніше короля Георг IV). У 1805 році він став бароном казначейства, яким він залишався до 1807 року. Останнього року він був прийнятий до Таємної Ради, отримав титул пера як барон Меннерс, що в Фостоні в графстві Лінкольн і був призначений лорд-канцлером Ірландії. Цю посаду він обіймав посаду до 1827 року. Завзятий протестант, лорд Меннерс був противником емансипації католиків і виступав проти Закону про допомогу католикам 1829 року в Палаті лордів. Його абсолютна непроінформованість щодо ситуації в Ірландії змусила його значною мірою покладатися на генерального прокурора Ірландії Вільяма Соріна, який таким чином отримав безпрецедентну владу та фактично контролював дублінську адміністрацію до свого звільнення в 1822 році, що було спричинено його рішучою опозицією до емансипації католиків. 
Незважаючи на те, що Меннерс виступав проти емансипації католиків, як суддя не виявляв жодної упередженості щодо католиків: справді, він виніс знаменний вирок у справі Волша в 1823 році, згідно з яким в Ірландії, на відміну від Англії, заповіт для відправлення меси за душу спадкодавців був дійсним (англійське законодавство було остаточно змінено на користь дійсності спадку тільки в 1919 році). Зростаюча кількість адвокатів-католиків (навіть Деніел О’Коннелл, який мав низьку юридичну кваліфікацію на думку більшості ірландських суддів) віддав належне його неупередженості.

### Родина
Лорд Меннерс вперше одружився з Енн Коплі, донькою сера Джозефа Коплі, І баронета Спротборо та його дружини Мері Буллер, у 1803 році. У них не було дітей. Після смерті дружини в 1814 році він одружився вдруге з Джейн Батлер, дочкою Джеймса Батлера, ІХ барона Кехір та його дружини Сари Ніколлс, і сестрою Річарда Батлера, І графа Гленгалл. У них був син Джон Меннерс-Саттон. Лорд Меннерс помер у травні 1842 року у віці 86 років, і його спадкоємцем у баронстві став його єдиний син Джон. Родичка Евелін Леветт Саттон, випускниця Трініті-коледжу в Кембриджі, виконувала обов’язки приватного капелана лорда Меннерса.